# Trans Air Congo
Trans Air Congo is een luchtvaartmaatschappij uit Congo-Brazzaville met haar thuisbasis in Brazzaville.

## Geschiedenis
Trans Air Congo is opgericht in 1994.

## Diensten
Trans Air Congo voert lijnvluchten uit naar:(mei 2007)
Binnenland:
- Brazzaville, Loubomo, Impfondo, Makoua, Nkayi, Ouesso, Owanda, Pointe-Noire.

Buitenland:
- Abidjan, Cotonou, Douala, Libreville, Lomé.

## Vloot
De vloot van Trans Air Congo bestaat uit: juli 2016
- 3 Boeing 737-200
- 3 Boeing 737-300